# Перволия
Перво̀лия (на гръцки: Περβόλια) е село в Кипър, окръг Ларнака. Според статистическата служба на Република Кипър през 2001 г. селото има 1801 жители.
Намира се на 16 km западно от Ларнака.